# Nemanja Radulović

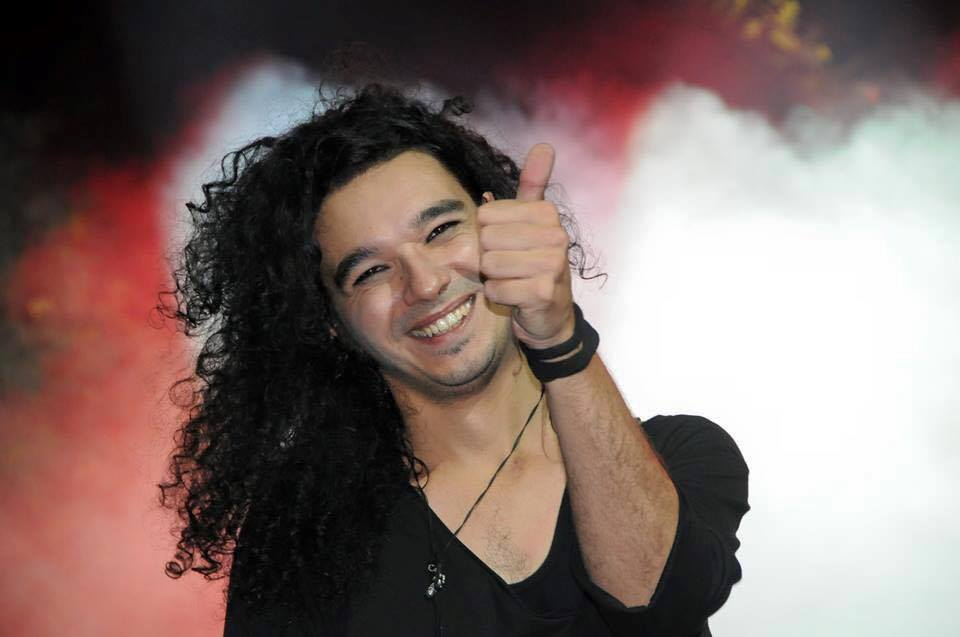
Nemanja Radulović

Nemanja Radulović (* 18. Oktober 1985 in Niš, Jugoslawien) ist ein serbischer Geiger.

## Leben
Im Alter von sieben Jahren begann er in seiner Heimatstadt Niš in Südserbien das Geigenspiel. Radulović studierte an der Fakultät für darstellende Künste in Belgrad und an der Hochschule für Musik Saar in Saarbrücken bei Joshua Epstein. Im Alter von 14 Jahren wurde er am renommierten Pariser Konservatorium aufgenommen. Außerdem nahm er an Meisterklassen von Yehudi Menuhin, Joshua Epstein, Dejan Mihailović und Salvatore Accardo teil.
Erste größere Beachtung wurde ihm nach seinem Debüt mit dem Orchestre Philarmonique de Radio France als Einspringer für Maxim Vengerov 2006 mit Beethovens Violinkonzert zuteil. Später spielte er mit vielen angesehenen Orchestern, darunter die Münchner Philharmoniker, die NDR Radiophilharmonie Hannover, die Stuttgarter Philharmoniker, das Royal Philharmonic Orchestra, das Orchestre National de Belgique, und das Tokyo Symphony Orchestra.
Nach sechs Platten bei Transart und Art Act steht Radulović mittlerweile bei der Deutschen Grammophon Gesellschaft unter Vertrag.

## Auszeichnungen
- 2015: ECHO Klassik als Nachwuchskünstler des Jahres[7]

## Diskografie

### Alben
- 2005: Nemanja Radulovic plays Bach, Miletic, Paganini & Ysaye
- 2008: Mendelssohn - Concertos pour violon 1 et 2 (Transart Live)
- 2009: Les Trilles Du Diable
- 2010: Beethoven: Sonatas for Violin and Piano No. 5 Spring, No. 7, No. 8 (mit Susan Manoff)
- 2012: 5 Seasons/Sedlar
- 2013: Après un rêve, avec Marielle Nordmann (Transart)
- 2013: Paganini Fantasy
- 2014: Journey East
- 2014: Carnets De Voyage Import
- 2016: Bach, Deutsche Grammophon GmbH, Berlin, CD., mit Tijana Milosević, UPC: 028947959335.
- 2017: Tchaikovsky
- 2018: Baïka
- 2020  Essentials (Deutsche Grammophon)
- 2022  Roots (Catalogue Marketing Classique/Warer Classics)
- 2023  Beethoven, Violin Concerto Op. 61 D Major u. Violin Sonata No. 9 "Kreutzer"